# Maelbeek (stanice metra v Bruselu)
Maelbeek (francouzsky) či Maalbeek (nizozemsky) je stanice metra v Bruselu. Pojmenování stanice vychází z vodního toku Maalbeek.
Stanice byla otevřena 17. prosince 1969 jako součást první podzemní tratě hromadné dopravy v Belgii. Nejprve na lince jezdily tramvaje, od roku 1976 byla upravena na klasické metro. Od roku 1982 pak došlo k rozdělení linky na 1A a 1B, přičemž stanice obsluhovala obě linky.
V úterý 22. března 2016 došlo ve stanici, která se nachází poblíž sídel evropských institucí, k jednomu z bombových výbuchů v rámci bruselských teroristických útoků, s asi dvěma desítkami bezprostředních obětí na životech.